# سيد فيلد
سيدني ألفين فيلد (بالإنجليزية: Sydney Alvin Field)‏ (19 ديسمبر 1935 – 17 نوفمبر 2013) هو كاتب وأستاذ كتابة السيناريو أمريكي والذي ألف العديد من الكتب حول موضوع كتابة السيناريو، وأجرى أيضا حلقات عمل وحلقات دراسية حول موضوع إنتاج السيناريوهات القابلة للبيع. وقد استخدمت هوليوود ومنتجي الأفلام على نحو كبير أفكاره وكتاباته في صناعة السينما والدراما لتكون هذه الأفكار مقترحة إلى جانب السيناريوهات الأخرى.

## حياته
ولد سيد فيلد في 19 ديسمبر 1935 في هوليوود، كاليفورنيا. وقد درس كتابة السيناريو وحصل عل ماجستير في برنامج الكتابة الفنية في جامعة جنوب كاليفورنيا. كما كتب وأنتج سيناريو مسلسلات تلفزيونية، كهوليوود والنجوم.

## كتبه
- Screenplay (1979)
- The Screenwriter's Workbook (1984)
- Selling a Screenplay: The Screenwriter's Guide to Hollywood (1989)
- Four Screenplays: Studies in the American Screenplay (1994)
- The Screenwriter's Problem Solver: How To Recognize, Identify, and Define Screenwriting Problems (1998)
- Going to the Movies: A Personal Journey Through Four Decades of Modern Film (2001)
- The Definitive Guide to Screenwriting (2003)

## وفاته
توفي سيد فيلد بعمر 77 سنة بسبب فقر الدم الانحلالي في 17 نوفمبر سنة 2013 في منزله في بيفرلي هيلز، بكاليفورنيا، وكان محاط بزوجته وأسرته وبعض الأصدقاء.

## وصلات خارجية
- الموقع الرسمي
- سيد فيلد على موقع IMDb (الإنجليزية)
- مقابلة مع كاريل سيغرز